# Paropsiopsis decandra
Paropsiopsis decandra är en passionsblomsväxtart som först beskrevs av Henri Ernest Baillon, och fick sitt nu gällande namn av Herman Otto Sleumer. Paropsiopsis decandra ingår i släktet Paropsiopsis och familjen passionsblomsväxter. Inga underarter finns listade i Catalogue of Life.